# Sorbus thibetica
Sorbus thibetica är en rosväxtart som först beskrevs av Card., och fick sitt nu gällande namn av Hand.-mazz.. Sorbus thibetica ingår i släktet oxlar, och familjen rosväxter. Inga underarter finns listade i Catalogue of Life.